# 大美百科全書
《大美百科全书》，或稱《美國百科全书》，是英语世界最大的综合性百科全书之一，在2000年收购格罗利尔百科全书之后，由美国学者公司所有。其與《大英百科全書》、《科里爾百科全書》合稱「ABC百科全書」。《大美百科全書》共计45000余篇文章，其中大部分超过500字，许多文章篇幅相当长（譬如，“美国”这篇文章超过300000字）。这部作品关于美国和加拿大的地理和历史的记载意义深远。《大美百科全书》由6500位撰稿人撰写，包括9000余部参考书目、150000余个交叉引用、1000多张表格、1200多张地图以及近4500幅黑白线条艺术和彩色图像。大多数文章由投稿人署名写就。
《大美百科全书》作为30卷的印刷本，现在以需要订阅的在线百科全书的形式出售。2008年3月，学者公司表示印刷品的销量不错，公司在未来依然看中印刷版百科全书。学者公司在2007年没有出版新的百科全书版本的，一改以前每年发布修订版的的惯例。《大美百科全书》的最新印刷版于2006年出版。
1997年首次推出的在线版《大美百科全书》后续都在再版和更新予以销售。这部作品，就像它的原始版本一样，为高中和大学一年级的大学生以及公共图书馆用户而设计。图书馆可以使用它作为格罗利尔在线参考服务的选项之一，该服务还包括《格罗利尔多媒体百科全书》（面向中高中学生）和《新知识百科全书》（面向中小学生的百科全书），但是，格罗利尔在线服务不对个人订阅用户开放。

## 发展历程
第一版《大美百科全书》由流亡到美国的德国知名法学家、政治哲学家弗朗西斯·利伯于19世纪20年代出版，共计13卷，于1833年完成，其他版本分别于1835年、1836年、1847年至1848年、1849年以及1858年完成。1846年追加第14卷出版。一個重要的新版本出現在1918至1920年，共30卷，由乔治·埃德温·莱恩斯主編。1991年中文版由光復書局出版。利伯的《大美百科全书》基于并且在很大程度上以第7版《布罗克豪斯百科全书》為本。
1883年至1889年间，斯托达特出版了一部独立的《大美百科全书》，作为《大英百科全书》第九版美国再版的补充。这本书是四开本的，意在“扩展和完善《不列颠百科全书》的文章”。然而，斯托达特的出版的《大美百科全书》与利伯早期的版本相去甚远。